# Idiotrepubliken
Idiotrepubliken (originaltitel Idiocracy) är en amerikansk science fiction komedifilm från 2006 regisserad av Mike Judge. Mike Judge skrev också manus tillsammans med Etan Cohen. I rollerna syns Luke Wilson, Maya Rudolph, Dax Shepard och Terry Crews. Filmen är en satir på antiintellektualism, kommersialism, konsumism, dysgenik, frivillig barnlöshet och överbefolkning. 
Idiotrepubliken fick premiär den 1 september 2006 till ett begränsat antal biografer. Den fick ingen marknadsföring av produktionsbolaget 20th Century Fox, vilket ledde till förvåning och spekulationer bland tidningar och kritiker då Judges första långfilm Office Space (1999) blivit så framgångsrik. Crews uttalade sig om att produktionsbolaget var nervösa för att filmen hånade välkända företag och reklam kunde utebli. Judge uttalade sig om att filmen presterade dåligt på testvisningar och att 20th Century Fox trodde filmen skulle göra sig bättre på DVD-marknaden precis som Office Space. Vilken den också gjorde.
Filmen tjänade 9 miljoner dollar på DVD:s på sin produktionskostnad på 2,4 miljoner dollar. Den har också blivit väl omtalad för sin förmåga att förutspå framtiden. Särskilt president Donald Trumps presidentskap har jämförts mycket med filmen.

## Handling
Armébibliotekarien Joe Bauers (Wilson) blir år 2005 utvald för sin extrema medelmåttighet att delta i ett hemligt forskningsprojekt att bli nedfryst i ett år. Då experimentet saknar en kvinnlig försöksperson blir Rita (Rudolph), en prostituerad uthyrd av sin hallick Upgrayedd (Jordan) för att delta i projektet. När projektet sedan stängs ner på grund av en prostitutionshärva glöms Joe och Rita bort och vaknar upp 500 år senare i en dystopisk framtid. Joe vaknar upp till en värld där sportfånar har förökat sig som kaniner medan högintellektuella personer valt att inte skaffa barn vilket har gjort att framtidens människor fördummats och skapat ett samhälle med förfallen infrastruktur, billig komik, vulgär kultur och där konsumism har fått härja fritt. När Bauers sedan blir gripen av polisen och får göra ett intelligenstest upptäcker de att han är världens smartaste man och presidenten Dwayne Elizondo Mountain Dew Herbert Camacho (Crews) tar då tillfället i akt att utnyttja hans kunskaper.

## Rollista
- Luke Wilson – Joe Bauers / Not Sure
- Maya Rudolph – Rita
- Dax Shepard – Frito Pendejo
- Terry Crews – USA:s President Dwayne Elizondo Mountain Dew Herbert Camacho
- Andrew Wilson – Beef Supreme
- Brad Jordan – Upgrayedd
- David Herman – Statssekreterare
- Justin Long – Doctor Lexus
- Stephen Root – Domare Hector
- Thomas Haden Church –  Brawndos VD
- Sara Rue – Justitieminister (okrediterad)

## Produktion
Konceptet till Idiotrepubliken hade Judge fantiserat om redan 1996. Judge skrev manuset 2001, då med arbetstiteln 3001. Under det kommande året skrev han om filmen och den gick också under arbetsnamnet The United States of Uhh-merica. Inspiration om dysgenik och försämrade gener hämtade han från eugenikern Francis Galtons arbete och romanerna Tidmaskinen (1895) av H.G. Wells och Du sköna nya värld (1932) av Aldous Huxley. Särskild inspiration hämtade han från novellen The Marching Morons (1951) av Cyril M. Kornbluth. Filmen är en satir över samhällsproblem som antiintellektualism, kommersialism, konsumism, dysgenik, frivillig barnlöshet och överbefolkning.

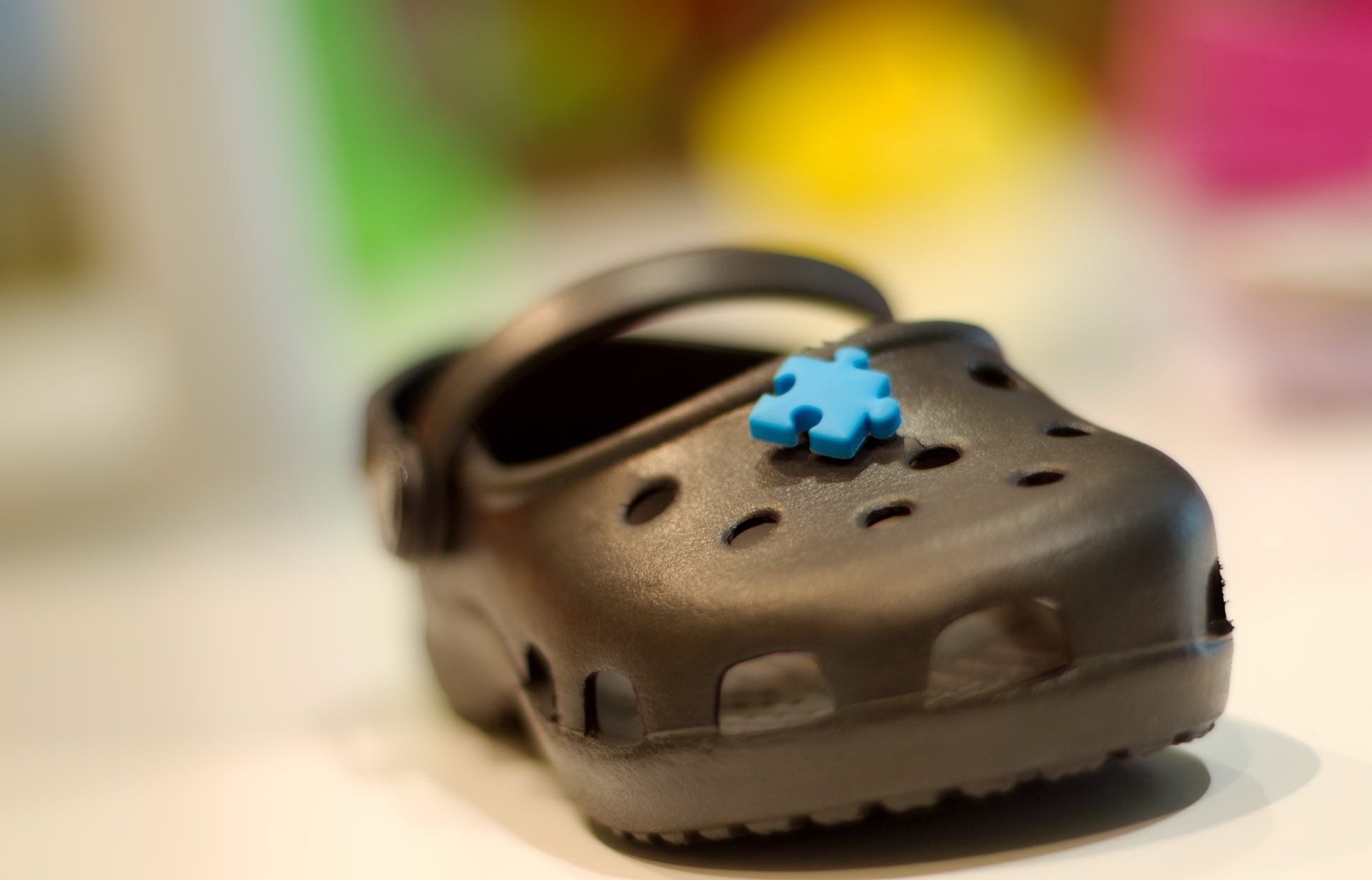
Skor från företaget Crocs användes i filmen då de var det billigaste alternativet och passade in på filmens tema om dumhet.

Inspelningen skedde under 2004 till största del i olika studios i Austin Studios. Man filmade också i andra städer i Texas som San Marcos, Pflugerville och Round Rock. De första testvisningarna i mars 2005 fick negativ kritik. Efter några omtagningar under sommaren 2005 blev kritiken positiv när man istället testvisade för en publik i Storbritannien.
På grund av sin begränsade budget och att kostymdesignen ville ha något som såg dumt och futuristiskt ut fick kostymören söka på annorlunda ställen och hittade då företaget Crocs, som vid inspelning var ett uppstartsbolag och gjorde plastskor med hål i. Judge var nervös över att skorna skulle bli populära innan filmen visades. Kostymören försäkrade Judge om att skorna aldrig skulle bli populära då de var hemskt fula. Judge gick med på det, och alla i filmen bär Crocs. Det dröjde sedan 2 år innan filmen kom ut och skorna blev populära. Vilket har använts som ett exempel på att filmen förutspådde framtiden.

## (icke) Marknadsföring
Idiotrepubliken hade först premiärdatum satt till den 5 augusti 2005 men ändrades till 1 september 2006. I augusti 2006, rapporterades det att filmen hade blivit uppskjuten än en gång på obestämd tid. Filmen fick hur som helst premiär 1 september 2006, men fick en mycket begränsad premiär och gick enbart upp i sju städer (Los Angeles, Atlanta, Toronto, Chicago, Dallas, Houston, och Mike Judges hemstad, Austin). Distributören 20th Century Fox valde att inte marknadsföra filmen med varken trailer, reklam eller utskick till pressen. Enbart posters trycktes upp till biograferna.
När distributionsföretaget inte ens gjorde förhandsvisningar för pressen spekulerades det i att parter hade bråkat och man medvetet undvek en stor publik samtidigt som de uppfyllde sin del av kontraktet. Spekulationerna ledde till att 20th Century Fox blev kritiserade av flera tidningar. Joel Stein på Time skrev: "filmens affischer och trailer fick en avskyvärd recension hos testpubliken, men att överge Idiotrepubliken verkar orättvist då Judge har tjänat mycket pengar åt Fox". Dan Mitchell på The New York Times spekulerade vidare att bolaget var rädda för att tittare och potentiella sponsorer skulle bli förolämpade av särskilt ämnena låg intellekt och dysgenik.

Den sistnämnda teorin fick mer tyngd när skådespelaren Terry Crews, som spelar Presidenten Camacho i filmen, gjorde en intervju med GQ Magazine 2018. Där nämnde han bland annat att stora företag inte var glada över hur de porträtterades i filmen, vilket i sin tur påverkade 20th Century Fox beslut att inte marknadsföra filmen. I intervjun sade han:
"Ryktet var gällande, eftersom vi använde riktiga företag i vår komedi, jag menar Starbucks serverade handtrallor, så gav dessa företag oss tillåtelse till namnen och de trodde vi skulle framställa dem i goda dager och sen kom vi och sa monotont, 'Välkommen till Costco, vi älskar dig'. Alla dessa riktiga företag sa liksom 'vänta lite, vänta lite...'. Flera av dem försökte backa ur men det var försent. Så Fox bestämde, 'Vi kommer släppa den här i så få biografer som juridiken tillåter'. Så den fick en premiär i ungefär tre biografer över en helg och blev slungad ut i en virvel.
Under 2017 sade Judge till The New York Times att filmen fick dålig marknadsföring på grund av testvisningarna. Han sade också att 20th Century Fox valde att inte ge den någon marknadsföring då de var övertygade om att den skulle utveckla ett kultfölje och marknadsföras genom tittares ord och att den skulle få igen sin budget genom DVD-försäljning, precis som Judges förra film Office Space (1999).

## Idiotrepublikensom profetia
Under det Republikanska partiets primärval 2016 sade Idiotrepubliken medförfattaren Etan Cohen att filmens förutsägelser sammanstrålade mot en träffsäker noggrannhet. Flera journalister höll med. När sedan presidentvalet närmade sig sade regissören Judge samma sak. Han jämförde också dåvarande presidentkandidaten Donald Trump (som sedermera vann valet) med filmens före detta fribrottare som blev president Camacho. När Time Magazine frågade hur det kändes att förutspå framtiden svarade Judge: "Jag är ingen profet, jag hade fel med 490 år" Flera webbplatser publicerade artiklar på vilket sätt filmen förutspådde framtiden.

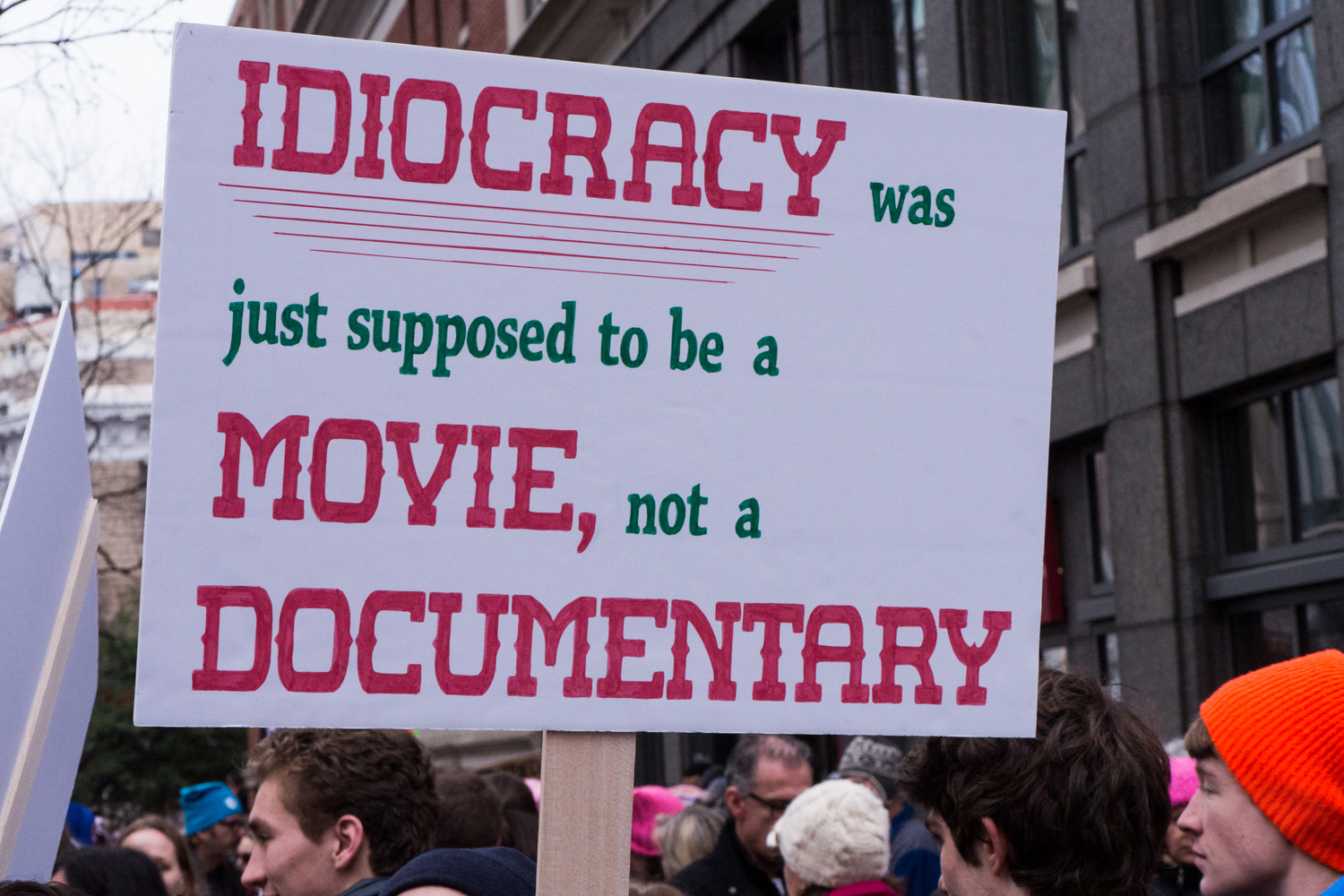
En protestskylt med orden "Idiotrepubliken skulle bara vara en film, inte en dokumentär" på Women's March on Washington 2017.

Många liknelser har gjorts mellan filmen och Trumps första presidentperiod. En artikel för nättidningen Collider pekade ut på vilket sätt Trumps ståndpunkter påminde om karaktärer i filmen inom olika områden som: forskning, handel, underhållning, miljö, sjukvård och politik. Även Internet memes har skapats som jämför Trump med karaktärer i filmen. Inför presidentvalet 2024 talade fribrottaren Hulk Hogan på Republikernas nationella konvent och stöttade Donald Trump. Under sitt tal slet han av sig tröjan vilket återigen aktualiserade Trumps presidentskaps liknelser med filmen. Terry Crews uttalade sig om händelsen: "För flera år sen när allt detta började, då det var Trump/Hillary, fick jag samtal från Time Magazine. De sade liksom 'Vi ser massa symbolik och liknelser med det som pågår', jag sa då, 'Det kommer inte gå så långt'. Vi har nu officiellt gått så långt." 
"Jag trodde det värsta som skulle bli sant var att alla bar Crocs."

-Etan Cohen på twitter angående hur filmen blev en "dokumentär".

## Mottagande
Idiotrepubliken spelade in 500 296 dollar på en produktionskostnad på 2,4 miljoner dollar. Filmen släpptes på DVD den 9 januari 2007 och hyrdes och såldes för en inkomst på 9 miljoner dollar.
Trots att filmen inte visades för kritiker fick filmen till största del ett positivt mottagande. På recensionssidan Rotten Tomatoes innehar filmen till exempel 71% positiva recensioner.
Carina Chocano på Los Angeles Times beskrev filmen som en "mitt i prick" satir men beskrev också handlingen som "löjlig". Nathan Rabin på nättidningen The A.V. Club tyckte Luke Wilson var perfekt i sin roll och skrev: "Precis som så många överlägsna science fiction filmer använder Idiotrepubliken en fantastisk framtid för att kommentera nutiden. Där är en stor chans att Judges smarta obildade Idiotrepubliken kommer misstas för precis det den gör satir över. Den brasilianska tidningen Veja kallade filmen "politisk inkorrekt" och rekommenderade alla att se den.
John Patterson på The Guardian skrev: "Idiotrepubliken är inte ett mästerverk men den är ändlöst rolig". Vidare skrev han om filmens popularitet: "Jag såg filmen i en halvtom biosalong. Två dagar senare, samma ställe, samma film – fullt hus". Den brasilianska webtidningen CinePlayers.com gav filmen ett betyg på 5 av 5 och skrev: "Idiotrepubliken är inte exakt... rolig eller... innovativ men det är en film som får dig att tänka, även om det bara är för 5 minuter. På grund av det så lyckas den med bedriften att hålla sig en nivå ovanför de hemska medelmåttiga komedierna som släppts de senaste åren från USA."
Gerald Casale, en av grundarna av bandet Devo sade att Idiotrepubliken är: "Den film som Devo skulle ha gjort".